# Ringer-Gletscher
Der Ringer-Gletscher ist ein 8 km langer Gletscher im ostantarktischen Viktorialand. Er fließt von der Nordostflanke der Saint Johns Range in nordöstlicher Richtung zum Miller-Gletscher.
Benannt ist er in Verbindung mit der Moräne The Ringer in seinem Mündungsgebiet, die in ihrer Projektionsfläche eine auffällige, namensgebende Kreissymmetrie aufweist. Der Name taucht 1961 erstmals auf einer neuseeländischen Landkarte auf und ist seit 1995 vom Advisory Committee on Antarctic Names anerkannt.